# Николаевская (Краснодарский край)
Николаевская — станица в Успенском районе Краснодарского края. Образует муниципальное образование Николаевское сельское поселение, являясь его административным центром.

## География
Станица Николаевская расположена на правом берегу Кубани, в 15 км к востоку от районного центра — села Успенского.
Восточнее станицы (выше по течению Кубани) находится село Надзорное Ставропольского края.

## История
Станица Николаевская была основана в 1825 году, переселенцами из села Николаевского и станицы Темнолесской
.
Ранее в станице находилась станция Армавир-Туапсинской железной дороги.

## Население
| 2002  | 2010  | 2012  | 2013  | 2014  | 2015  | 2016  |
| ----- | ----- | ----- | ----- | ----- | ----- | ----- |
| 1820  | ↘1547 | ↗1556 | ↗1564 | ↘1529 | ↗1569 | ↗1592 |
| 2017  | 2018  | 2019  | 2020  | 2021  | 2023  |       |
| ↗1621 | ↗1627 | ↘1606 | ↘1591 | ↘1510 | ↘1491 |       |

## Известные уроженцы
- Звездин Александр Григорьевич — Герой Социалистического Труда